# Nasrallah
Pour les articles homonymes, voir Nasrallah (homonymie).
Nasrallah (arabe : نصر الله) est une ville du centre de la Tunisie située à une cinquantaine de kilomètres au sud-ouest de Kairouan au pied du massif montagneux du djebel Cherahil (644 mètres).
Rattachée au gouvernorat de Kairouan, elle constitue une municipalité de 5 012 habitants en 2014. Elle est par ailleurs le chef-lieu d'une délégation.
La ville tire son nom de Sidi Ali Ben Nasrallah, un saint musulman qui aurait fondé le village au pied du djebel Cherahil vers 1350.